# 布里卡爾八面體

以矩形為赤道面的布里卡爾八面體。 其對稱軸垂直穿過矩形的中心

布里卡爾八面體是一種彈性多面體，由拉烏爾·布里卡爾於1897年構建。這些多面體可以在不改變面的形狀和邊的邊長的情況下改變自身的形狀。
布里卡爾八面體是首個被發現的彈性多面體，其由8個面12條邊和6個頂點所組成，且連接方式與正八面體相同。布里卡爾八面體有多個版本，每個版本都有與正八面體相同的連接方式，且皆為自相交的多面體，但構建的方式稍有不同。與正八面體不同，所有布里卡爾八面體都是非凸的自相交多面體。根據柯西剛性定理，彈性多面體必定是非凸多面體，但也存在面沒有自相交的彈性多面體。要避免面的自相交，多面體的頂點數需要比布里卡爾八面體的6個頂點還要多，至少要有9個頂點。
在描述這些八面體的出版物中，布里卡爾將這些彈性八面體進行了完全的分類。布里卡爾在這方面的成果後來成為亨利·勒貝格在法兰西公学院的演講主題。

## 構造
布里卡爾八面體可以用三對頂點構成，其對稱性是圍繞一個180度的公共旋轉對稱軸的對稱性（例如，三組頂點每組頂點的其中一個頂點都與另外一個頂點軸對稱；亦有另一版本的布里卡爾八面體頂點是基於面對稱），並讓6個頂點不共面。這些頂點形成了八面體。在八面體的三角形面中，都各有一個頂點來自三個對稱組中。對於每一對對稱組，頂點有2種選擇，所以一共會形成8個三角形面。八面體的邊是這些三角形的邊，並且包括來自兩個對稱組中各一個頂點。其共有12條邊，形成八面體圖K2,2,2。
例如，六個點頂點(0,0,±1)、 (0,±1,0)、 和(±1,0,0)形成一個正八面體的頂點，而正八面體的每個相對頂點都位於正八面體的另一面，這導致正八面體不是一個彈性多面體。相反的，同樣這6個頂點可以有不同的配對方式以形成具有對角軸對稱的布里卡爾八面體。如果上述的軸選擇通過原點和點(0,1,1)的線，則對該軸的三組對稱點為(0,0,1)—(0,1,0)、 (0,0,−1)—(0,−1,0)、 和 (1,0,0)—(−1,0,0)。由此產生的布里卡爾八面體類似於第二張圖的動畫所示的極端配置之一，它在赤道面上有反平行四邊形。

## 作為連桿
也可以將布里卡爾八面體視為由12條邊組成的连杆机构，在頂點處以可活動的接頭相接，並且不設置面。省略布里卡爾八面體的面可以消除許多自相交的部分，但無法全部消除。其所生成的运动链具有一個運動自由度，與它的衍生多面體相同。

## 解釋
八面體中任兩個對稱點中間點的四條邊所構成的四邊形可以看做是這個八面體的赤道面（赤道四邊形）。由於其對稱性，這些四邊形通常具有對邊等長的特性。位於歐幾里得空間的每一個具有對邊等長的四邊形都具有軸對稱性，有些還會具有其他的對稱性，例如矩形。如果將布里卡爾八面體沿著其中一個赤道面切開，切成兩個無底面的四角錐，那麼這兩個無底面的四角錐都可以任意彎曲與形變（不彎曲面或改變面的形狀）。假若彎曲運動時使兩個四角錐保持相同的對稱性，則這樣的彎曲運動也能保持整個形狀的對稱軸。而由於其結構的對稱性，這兩個無底面的四角錐都以相同的方式移動了其被切割的赤道面，因此，這兩個無底面四角錐還可以重新黏合在一起，上述的個別四角錐運動就可以看做是整個八面體的形變運動。
矩形、平行四邊形和反平行四邊形皆具有對邊等長的特性，這表示可以構造任何以這種平面幾何形狀作為赤道面的布里卡爾八面體。然而，布里卡爾八面體的赤道四邊形不需要位於同一個平面上，反而可能是扭歪四邊形。即使構造了平面的赤道多邊形之布里卡爾八面體，當這個八面體形變時，赤道多邊形通常不會保持平面。但是對於某些布里卡爾八面體，例如附圖所示的具有反平行四邊形作為赤道面的布里卡爾八面體，在形變的過程中，由於該多面體的對稱性導致其赤道面始終保持平面。

## 其他性質
任何布里卡爾八面體的登不變量在形變過程中皆保持不變。目前已經證明了所有非自相交的彈性多面體都有這一性質，而目前已知有其他自相交的彈性多面體之登不變量在形變過程中不斷變化。

## 衍生
可以透過布里卡爾八面體在加入更多的面來修改布里卡爾八面體，以便使得原本自相交的面互相遠離，同時也能允許該形狀在不彎曲面和改變面的形狀下形變立體。在這些衍生的布里卡爾八面體中，結構最簡單的是克勞斯·史特芬發現的具有9個頂點和14個三角形的多面體：史特芬十四面體是結構最簡單的無自相交面的彈性多面體。
透過將多個布里卡爾八面體的衍生立體連接在一起可以構成洞角狀的剛性摺紙以便勾勒出複雜的空間曲線。